# Eurydacus montezuma
Eurydacus montezuma är en stekelart som först beskrevs av Cresson 1868.  Eurydacus montezuma ingår i släktet Eurydacus och familjen brokparasitsteklar. Inga underarter finns listade i Catalogue of Life.